# 恩波桥
30°03′11″N 119°57′38″E / 30.052997°N 119.960645°E
恩波桥为位于中国浙江省杭州市富阳区富春街道恩波公园内的一座三孔石拱桥，东西向跨苋浦江，该桥原在富阳县城西门外五十步，始建年代不详，宋代已有记载，原为木桥，明嘉靖四十四年（1565）县令施阳得改建为石桥，清顺治、康熙时重修。“恩波夜雨”和“苋浦归帆”均为古春江八景。
桥长57米，宽6米，净跨49米，三孔均为敞肩弧拱，其中中孔跨度18.4米，边孔跨度各15.3米，桥墩下设分水尖，上设小孔以泄洪，桥面以条石错缝铺设，两侧设有望柱和栏板，望柱柱头雕刻有垂莲、莲蓬、芙蓉和狮子等。